# 兵庫県道131号中山寺停車場中山寺線
兵庫県道131号中山停車場中山寺線（ひょうごけんどう131ごう なかやまていしゃじょうなかやまでらせん）は、兵庫県宝塚市を通る一般県道である。

## 概要
宝塚市中筋4丁目から宝塚市中山寺1丁目に至る。

### 路線データ
- 起点：宝塚市中筋4丁目（JR西日本福知山線 中山寺駅前）
- 終点：宝塚市中山寺1丁目（阪急宝塚本線 中山観音駅前）
- 総延長：732 m

## 路線状況

### 重複区間
- 国道176号（宝塚市中筋4丁目・中筋4丁目交差点 - 宝塚市中筋4丁目）

## 地理

### 通過する自治体
- 宝塚市

### 交差する道路
| 交差する道路           | 交差する場所 | 交差する場所    |
| ---------------------- | ------------ | --------------- |
| 国道176号 重複区間起点 | 中筋4丁目    | 中筋4丁目交差点 |
| 国道176号 重複区間終点 | 中筋4丁目    |                 |

### 沿線
- JR西日本福知山線 中山寺駅
- 中山寺
- 阪急宝塚本線 中山観音駅